# Jules Bastin (strzelec)
Jules Bastin (ur. 28 grudnia 1879, zm. ?) – belgijski strzelec, olimpijczyk.
Wystartował w Letnich Igrzyskach Olimpijskich 1920. Zajął 7. miejsce w drużynowym strzelaniu z pistoletu wojskowego z 30 m.

## Wyniki

### Igrzyska olimpijskie
| Igrzyska       | Konkurencja                        | Wynik             | Miejsce | Źródło |
| -------------- | ---------------------------------- | ----------------- | ------- | ------ |
| Antwerpia 1920 | Pistolet wojskowy, 30 m, drużynowo | 1221 pkt. (druż.) | 7       | [ 1 ]  |